# Флюоцерит
Флюоцерит (англ. fluocerite; нім. Fluocerit m) — мінерал, флюорид церію і лантану.
Назва — W.K.Haidinger, 1845. Синоніми: тисоніт.

## Опис
Хімічна формула: (Ce, La)F3. За «Fleischer's Glossary» (2004):
- флюоцерит-Се — (Ce, La)F3;
- флюоцерит-La — (La, Ce)F3.

Містить (%): Ce — 35,65; La — 35,35; F — 29,00.
Сингонія гексагональна. Дигексагонально-дипірамідальний вид. Форми виділення: недосконалі кристали, зерна або щільні маси. Спайність досконала по (0001). Густина 5,6-6,1. Тв. 4,0-5,5. Колір червонувато-жовтий, восково-жовтий, коричневий. Злом напівраковистий або занозистий. Крихкий. Блиск на свіжому зломі восковий, при зміні стає матовим. Супутні мінерали: ортит, гадолініт, монацит, карбонати.

## Поширення
Зустрічається у пегматитах і як акцесорний мінерал ґранітів й аплітів в Україні та Росії (Приазов'я), штат Колорадо, США та Швеції. Рідкісний.